# Serralada Ames
La serralada Ames és una serralada d'origen volcànic de l'Antàrtida que es troba a la Terra de Marie Byrd. El mont Andrus, amb 2.978 metres n'és el cim més alt. Altres cims destacats són el mont Boennighausen (2.970 metres), el mont Kosciusko (2.910 metres) i el mont Kauffman (2.365 metres). La part superior de la serralada és força plana, amb uns vessants coberts de neu. La serralada s'estén en direcció nord-sud. En formen part les glaceres Coleman, Jacoby i Rosenberg.
Va ser descoberta per l'Expedició del Servei Antàrtic dels Estats Units de 1939 a 1941 i nomenada per Richard E. Byrd en honor del seu sogre, Joseph Ames.